# Parycze
Parycze (biał. Парычы) – osiedle typu miejskiego na Białorusi w obwodzie homelski w rejonie świetłahorskim, 2,1 tys. mieszkańców (2010), położone nad rzeką Berezyną.

## Historia
Miasto królewskie położone było w końcu XVIII wieku w starostwie niegrodowym bobrujskim w powiecie rzeczyckim województwa mińskiego.
Podczas okupacji hitlerowskiej, we wrześniu 1941 roku Niemcy utworzyli getto dla żydowskich mieszkańców. Przebywało w nim około 1500 osób. 18 października 1941 roku Niemcy zlikwidowali getto, a Żydów zamordowali w okolicy miasta. Sprawcą zbrodni było Einsatzgruppe B. 